# Antonio Cañizares
Antonio Cañizares Llovera (Utiel, 15 de octubre de 1945) es un arzobispo y cardenal católico español, académico de la Real Academia de la Historia. Fue arzobispo de Valencia, de 2014 a 2022; prefecto de la Congregación para el Culto Divino y la Disciplina de los Sacramentos, de 2008 a 2014; arzobispo de Toledo, de 2002 a 2008; arzobispo de Granada, de 1996 a 2002 y obispo de Ávila, de 1992 a 1996. También ha sido vicepresidente de la Conferencia Episcopal Española durante dos mandatos: 2005-2008 y 2017-2020.

## Biografía
Antonio nació el 15 de octubre de 1945, en la localidad valenciana de Utiel, España. Tercer hijo de Jerónimo Cañizares, jefe de telégrafos de Utiel (+1954), y Pilar Llovera Hernández (1915-2001), ambos originarios de Benagéber. 
En su infancia se trasladó a vivir con su familia a la vecina localidad de Sinarcas, donde aprendió las primeras letras. Allí permaneció durante los primeros años de su juventud. Realizó su formación secundaria en Requena.
Inició sus estudios eclesiásticos en el Seminario Conciliar de Valencia donde obtuvo el Bachiller en Filosofía en 1964. 
Posteriormente, se trasladó a la Universidad Pontificia de Salamanca, donde en 1968, consiguió la licenciatura en Teología. En 1971, en la misma universidad, obtuvo el doctorado en Teología, con especialidad en Catequesis.

### Sacerdocio
Su ordenación sacerdotal tuvo lugar el 21 de junio de 1970, en Sinarcas, de manos del arzobispo José María García Lahiguera. 
Los primeros años de su ministerio sacerdotal los desarrolló en Valencia. Después se trasladó a Madrid donde se dedicó especialmente a la docencia. 
- Profesor de Teología de la Palabra en la Universidad Pontificia de Salamanca (1972-1992).
- Profesor de Teología Fundamental en el Seminario Conciliar de Madrid (1974-1992).

También fue profesor, desde 1975, del Instituto Superior de Ciencias Religiosas y Catequesis, del que también fue director, entre 1978 y 1986. Ese año, el Instituto pasó a denominarse «San Dámaso» y Cañizares continuó siendo su responsable, hasta 1992.
- Coadjutor de San Gerardo, de Madrid (1973-1992).
- Director del Secretariado de la Comisión Episcopal para la Doctrina de la Fe de la CEE (1985-1992).

Es también perito en Pastoral Catequética por el Instituto Superior de Pastoral de Madrid.
Es fundador y expresidente de la Asociación Española de Catequistas, miembro del Equipo Europeo de Catequesis y director de la revista Teología y Catequesis.

### Episcopado
Obispo de Ávila
El 6 de marzo de 1992, el papa Juan Pablo II lo nombró obispo de Ávila. Fue consagrado el 25 de abril del mismo año, en la catedral de Ávila, por el nuncio, arzobispo Mario Tagliaferri.
En Ávila inauguró el sínodo diocesano en 1995, reorganizó el instituto teológico abulense, reforzó el centro diocesano para el tratamiento de los enfermos mentales y organizó una exposición con motivo del 25 aniversario del nombramiento de Santa Teresa de Ávila como Doctora de la Iglesia. Asimismo, fundó en la ciudad la Universidad Católica de Santa Teresa de Jesús (24 de agosto de 1996), de la que fue su primer Canciller, ofreciendo una alternativa educativa con una visión del hombre desde el humanismo cristiano para una sociedad en continuo cambio.
El 10 de noviembre de 1995, fue nombrado miembro de la Congregación para la Doctrina de la Fe.
Arzobispo de Granada
El 10 de diciembre de 1996, fue promovido a la archidiócesis de Granada. Tomó posesión canónica el 1 de febrero de 1997. 
En esta sede fortalece el seminario, favorece la construcción de iglesias y la restauración de obras y edificios; a menudo se interesa por los problemas de los discapacitados, drogadictos y enfermos de SIDA, para quienes ha construido estructuras de apoyo.
Entre enero y octubre de 1998, fue administrador apostólico de Cartagena. Durante su administración fue impulsor y Canciller de la Universidad Católica San Antonio de Murcia, promoviendo desde el ámbito de la cultura un diálogo no siempre fácil con el Islam.
- Miembro de la Comisión Permanente, en la CEE (1999-2008).
- Presidente de la Subcomisión Episcopal de Universidades, en la CEE (1996-1999).
- Presidente de la Comisión Episcopal de Educación y Catequesis, en la CEE (1999-2005).

Arzobispo de Toledo
El 24 de octubre de 2002, el papa Juan Pablo II lo trasladó a la archidiócesis de Toledo, y por lo tanto primado de España. Tomó posesión canónica el 15 de diciembre del mismo año. El 29 de junio de 2003, en la Solemnidad de los Apóstoles San Pedro y San Pablo, en una ceremonia en la Basílica de San Pedro, recibió la imposición del palio arzobispal de manos del papa Juan Pablo II.
Durante su ministerio erigió nuevas parroquias y dotó a los seminarios de nuevas estructuras.
- Vicepresidente de la CEE (2005-2008).[4]
- Miembro del Comité Ejecutivo de la CEE (2005-2008).

Arzobispo de Valencia
El 28 de agosto de 2014, el papa Francisco lo nombró arzobispo de Valencia. Tomó posesión canónica el 4 de octubre del mismo año, en una ceremonia en la catedral de Valencia.
- Vicepresidente de la CEE (2017-2020).[9]

En 2020, presentó su renuncia como lo establece el Código de Derecho Canónico. El 10 de octubre de 2022, el papa Francisco aceptó su renuncia, como arzobispo de Valencia, nombrado a su sucesor al mismo tiempo; permaneciendo como administrador apostólico sede vacante hasta el 10 de diciembre.

### Cardenalato

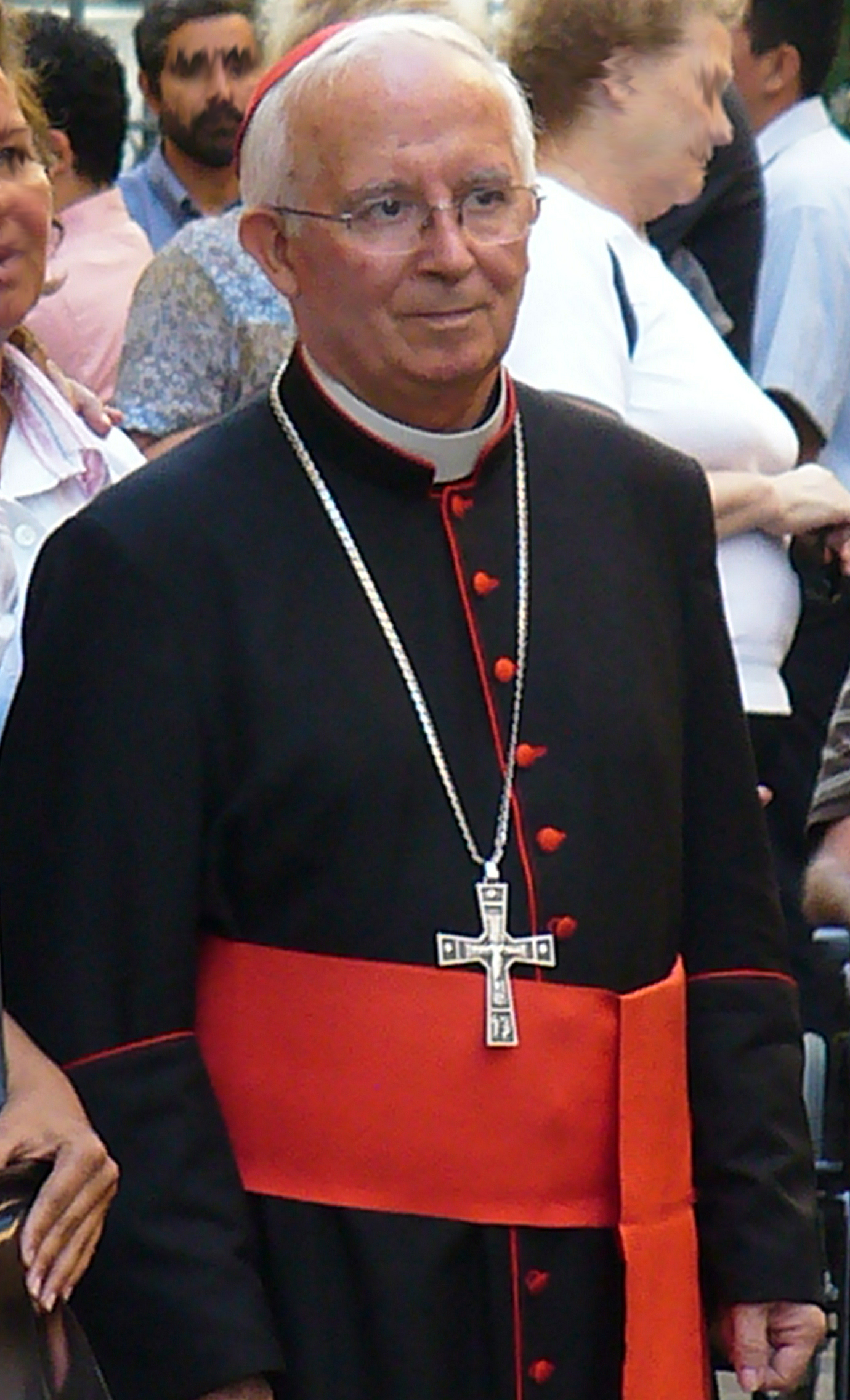
Cañizares en 2008.

Fue creado cardenal por el papa Benedicto XVI durante el consistorio del 24 de marzo de 2006, con el titulus de cardenal presbítero de San Pancracio. Tomó posesión formal de su Iglesia Titular el 21 de mayo.
El 27 de marzo de 2006, fue nombrado miembro de la Pontificia Comisión Ecclesia Dei ad quinquennium y el 10 de abril de ese mismo año, miembro de la Congregación para la Doctrina de la Fe ad quinquennium.
El 9 de diciembre de 2008, el papa Benedicto XVI lo nombra nuevo prefecto de la Sagrada Congregación para el Culto Divino y la Disciplina de los Sacramentos, quedando como administrador apostólico de la archidiócesis de Toledo hasta la sucesión, como es habitual. Tomó posesión de la prefectura el 11 de diciembre de 2008, en un acto privado, dos días después de anunciarse su nombramiento.
El 8 de septiembre de 2009, fue nombrado consejero de la Pontificia Comisión para América Latina y el 30 de septiembre, miembro de la Congregación para los Obispos.
El 9 de febrero de 2010, fue nombrado miembro del Comité Pontificio para los Congresos Eucarísticos Internacionales ad quinquennium.
El 6 de noviembre de 2010, fue nombrado miembro de la Congregación para las Causas de los Santos ad quinquennium.
El 25 de octubre de 2011, fue confirmado como miembro de la Congregación para la Doctrina de la Fe.
El 7 de febrero de 2012, fue nombrado miembro de la Congregación para la Evangelización de los Pueblos.
El 28 de febrero de 2013, tras la renuncia del papa Benedicto XVI al ministerio petrino, perdió sus cargos en los dicasterios de los que es presidente o miembro, de acuerdo con la constitución apostólica Pastor Bonus. En la primera quincena de marzo participó como cardenal elector en el Cónclave que conduciría a la elección del papa Francisco, en el que fue uno de los probables sucesores al trono de Pedro; este último, el 16 de marzo siguiente, renovó los nombramientos curiales del cardenal Cañizares donec aliter provideatur ("hasta que se disponga lo contrario").
El 9 de diciembre de 2013, fue confirmado como miembro de la Congregación para las Causas de los Santos donec aliter provideatur y el 16 de diciembre, como miembro de la Congregación para los Obispos.
El 7 de enero de 2014 y el 16 de julio de 2015, fue confirmado como consejero de la Pontificia Comisión para América Latina.
El 22 de abril de 2025, el arzobispado de Valencia confirmó que el cardenal Cañizares, por motivos de salud y siendo un cardenal elector, no acudiría a Roma para el cónclave de 2025.
Ha sido defensor de la misa bajo el rito extraordinario celebrándolo varias veces   

## Honores

### Académicos
- Miembro de honor de las Academias de Jurisprudencia y de Medicina de Granada.
- Académico de número (medalla 16) de la Real Academia de la Historia, desde el 1 de diciembre de 2006.
- Doctorado honoris causa, por la Universidad CEU Cardenal Herrera; 4 de julio de 2007.[26]
- Doctorado honoris causa, por la Universidad Católica de Ávila; 18 de marzo de 2010.
- Doctorado honoris causa, por la Universidad Católica San Antonio de Murcia; 14 de junio de 2010.
- Doctorado honoris causa por la Universidad Católica de Valencia San Vicente Mártir; 14 de junio de 2010.

### Distinciones
- Alguacil Gran Cruz de Justicia de la Sagrada Orden Militar Constantiniana de San Jorge; 2006.

### Reconocimientos
- Medalla de oro del M. I. Ayuntamiento de Utiel y la concesión de su nombre a una avenida de la localidad.
- Maestre emérito del Capítulo Hispanoamericano de Caballeros del Corpus Christi en Toledo.
- Capellán de honor de la Real Cofradía de Caballeros Cubicularios de Zamora, en 2005.
- Hijo predilecto de la ciudad de Toledo, mereciendo la concesión de la Medalla de Oro por parte de dicho Consistorio; 14 de diciembre de 2006.
- Premio Guadalupe-Hispanidad, por La Real Asociación de Caballeros de Santa María de Guadalupe; 2007.[27]
- Medalla de Oro de la Universidad Católica de Valencia (UCV), mayo de 2023.

## Escudos de armas
|                     |
| Arzobispo de Toledo |

|                                                 |
| Prefecto de una Congregación de la Curia romana |

## Publicaciones

### Libros
- Santo Tomás de Villanueva, testigo de la predicación española del siglo XVI (tesis doctoral); Madrid, 1973.
- Evangelización, catequesis, catequistas; Madrid - Roma, 1997.[7]
- Los diez mandamientos; Barcelona, 1997.